# Eumannia cleui
Eumannia cleui là một loài bướm đêm trong họ Geometridae.